# 暗くなるまで待って (川﨑麻世の曲)
「暗くなるまで待って」（くらくなるまでまって）は、1978年4月1日にCBS・ソニーから発売された川﨑麻世の3枚目のシングルである。

## 概要
当時サンデーズのメンバーとして出演していたNHK『レッツゴーヤング』の「ヤングヒットソング」として披露された楽曲。

## 収録曲
全曲作詞：森雪之丞 作曲：都倉俊一 編曲：田辺信一
1. 暗くなるまで待って
2. 夢泥棒